# ملعب إكسبلوريا
ملعب إكسبلوريا (بالإنجليزية: Exploria Stadium)‏ هو ملعب مخصص لكرة القدم يقع في وسط مدينة أورلاندو بولاية فلوريدا. يقع الملعب على طول شارع ويست تشيرش في حي بارامور غرب وسط مدينة أورلاندو. هو ملعب فريق أورلاندو سيتي، الذي دخلت الدوري الأمريكي لكرة القدم (MLS) كامتياز توسعي في عام 2015، وهو ملعب النادي النسائي في دوري كرة القدم النسائي الوطني (NWSL)، أورلاندو برايد. تم الانتهاء من الاستاد في الوقت المناسب لافتتاح ملعب أورلاندو سيتي لموسم 2017 في 5 مارس وأصبح أول ملعب على الإطلاق يستضيف فرق MLS وNWSL وUSL بشكل دائم في نفس الموقع في ذلك العام. يُعرف في الأصل باسم ملعب مدينة أورلاندو، في 4 يونيو 2019 ، تم الإعلان عن حصول شركة Exploria Resorts على حقوق تسمية الملعب.